# General Ryes Skanse
General Ryes skanse er et fæstningsværk placeret på en smal landtange, som adskiller halvøen Helgenæs fra Mols, på det sydlige Djursland. Anlægget stammer fra Treårskrigen mod tyskerne i 1848-50, og på stedet kan man se rester af befæstningen, ligesom der er en info-stander og P-plads for besøgende til det fredede anlæg.
Skanserne stod færdige i 1848 og blev udbygget af general Olaf Rye, der skulle bruge dem til at dække overførslen af sine tropper fra halvøen Helgenæs til Fredericia, hvor de var med i det afgørende og succesrige danske udfald fra Fredericia 6. juli 1849. Udfaldet fra Fredericia var med til at afgøre krigen i Danmarks favør, men det kostede general Rye livet. Efter krigen blev han betragtet som en af krigens helt store helteskikkelser.
Olaf Rye var nordmand. Han var født i Telemarken i 1791. Da Norge ved freden i Kiel 1814 blev afstået af Danmark til Sverige, deltog han som ung officer i de småtræfninger, som nordmændene foretog for at undgå indlemmelsen i Sverige. Det endte dog med en union mellem Norge og Sverige, og i skuffelse herover søgte Olaf Rye sammen med bl.a. officersvennerne Schleppegrell og Helgesen til Danmark, hvor han fra premierløjtnant i 1816 steg i graderne og blev kaptajn 1832, major 1840, oberstløjtnant i 1842. Som sådan deltog han i Treårskrigen, hvor han hurtigt gjorde sig bemærket for mod og koldblodighed – december 1848 blev han brigadekommandør og marts 1849 generalmajor.

## Afledningsmanøvre
Efter slaget ved Kolding 23. april 1849 trængte slesvig-holstenerne op i Jylland, hvor de indesluttede og belejrede en dansk hærafdeling i Fredericia.
General Rye fik nu til opgave med sin brigade at trække så mange tyske tropper som muligt op gennem Jylland, væk fra Fredericia. Han skulle især med sit stærke rytteri holde føling med fjenden, og om nødvendigt skulle han gå tilbage til Limfjorden.
Han holdt sig derefter 1-2 dagsmarcher fra fjenden og stod sidst i maj nord for Århus. Her indtraf en berømt ryttertræfning 31. maj på Vejlby Bakke – en episode, J. V. Sonne har foreviget i et maleri, der kan ses på Aros i Århus. Der står også en mindesten over træfningen på hjørnet af Nørrebrogade og Trøjborgvej.
General Rye trak nu sine tropper ud mod Djursland, men stadigvæk med muligheden for at fortsætte videre op gennem Jylland mod Ålborg. Han rådede over i alt 6 – 7.000 mand og 1.500 heste, mens de forfølgende tyske tropper udgjorde 13.000 mand.
I forvejen var en tilbagetrækning til Helgenæs forberedt ved anlæg af store skanseanlæg ved Dragsmur ved overgangen til Helgenæs.
Skanserne ved Dragsmur var blevet inspiceret 19. september 1848 af kong Frederik 7. og havde fået navnet ”Frederiksskansen”.

## Omfattende forsvarsanlæg ved Rønde
Navnet ”Ryes skanser” blev almindeligt efter krigen. Strategien gik nu ud på så længe som muligt at lade tyskerne tro, at general Rye fortsat ville trække sig nordpå, så man fik ro til i stedet at dreje mod øst ud over Djursland og Mols til skanserne ved Helgenæs. Det lykkedes ved forskellige skinmanøvrer.
Tyskerne nåede aldrig længere end til Egå, hvor Rye havde ødelagt en ellers nyanlagt bro, så tyskerne ikke ville kunne få deres tunge artilleri med over.
I slutningen af maj og i juni stod general Ryes tropper i området omkring Vosnæsgaard, Hornslet, Mørke, Rodskov og Kalø, og man udbyggede Røndebakken til en ren fæstning med skyttegrave og kanonstillinger. Området foran bakken, ved Knubbro Bæk og Følle mølleå, blev sat under vand, og broerne forberedtes til at kunne nedbrydes, hvis tyskerne skulle komme så vidt. Et dampskib og to kanonbåde blev placeret i Kalø Vig, så en fremrykkende fjende også kunne beskydes fra havet.
Vejene gennem Mols blev sat så meget i stand, at de kunne bære tropperne, og den 28. juni var de så færdige, at tilbagetrækningen over Mols blev gennemført på et enkelt døgn. En enkelt deling fra Vosnæsgaard blev stående ved Røndestillingen for at dække tilbagetoget og evt. bryde broerne.
Rye delte ved marchen over Mols sine tropper i tre afdelinger, da de dårlige veje ikke kunne bære hele hæren. En tredjedel af hæren gik over Bjødstrup – Kejlstrup - Basballe, en anden over Agri og gennem Mols Bjerge, mens den sidste tredjedel gik over Vrinners vest og syd om Mols Bjerge.
Skanserne ved Dragsmur var en rigtig stærk stilling, der helt spærrede den 400 meter smalle tange ned mod Helgenæs. På det højeste punkt lå en åben skanse med 6 kanoner, der kunne bestryge det lave land mod vest, og hvorfra der i øvrigt var en fremragende udsigt over det land, en fremrykkende fjende måtte igennem foran skanserne. Mod vest, ned mod stranden, var et brystværn med to kanoner, og mod øst var adgangen til Helgenæs spærret af en zig-zag formet jordvold og palisade med porte og fire kanoner til at forsvare forstranden.
100 meter syd for palisaden var der yderligere to støttebatterier med fire ekstra kanoner, og her lå også de tre barakker til indkvartering af 600 mand, der skulle gøre tjeneste ved anlægget.

## Udskibning fra Helgenæs
På begge sider af skanserne, ved Borup syd for Vænge sø og ved Kongsgårde, blev der bygget anløbsbroer til udskibning af tropperne. Skanserne kom som nævnt aldrig i brug.
Udskibningen, der kom til at foregå fra Kongsgårde, forløb planmæssigt, og 6. juli 1849 kunne general Rye og hans tropper deltage i det berømmelige udfald fra Fredericia. Rye fik til opgave at gå mod den tyske Treldeskanse, der kunne beskyde fæstningens livsnerve, søvejen til Fyn. Under stormløbet mod denne skanse faldt han. Han er begravet på Garnisons Kirkegård i København. 
På skanserne ved Dragsmur blev der i 1924 opstillet en mindesten. På hans grav blev der opstillet en buste udført af Bissen, og i Fredericia blev der i 1876 opstillet en buste på Ryes Plads, udført af Andreas Paulsen.

## Eksterne kilder og henvisninger
1. ↑  Danmarks Kulturarvs Forening
2. 1 2 3 4 5 6 7 8 9 10 11 12 13 14 15 16 17 18 19 20  Syddjursportalen

- Danmarks Kulturarvs Forening  http://www.fortidsmindeguide.dk/Ryes-Skanser.nt003.0.html Arkiveret 6. august 2016 hos  Wayback Machine
- Syddjursportalen  http://www.syddjursportalen.com/album/upload/Ryes_skanser.pdf Arkiveret 22. august 2016 hos  Wayback Machine

56°09′57.80″N 10°31′53.7″Ø / 56.1660556°N 10.531583°Ø